# Попадић
Попадић је насеље у Србији у општини Мионица у Колубарском округу. Према попису из 2022. било је 611 становника.
- Попадић - панорама
- Попадић - панорама
- Попадић - панорама
- Попадић - панорама
- Попадић - панорама
- Попадић - панорама
- Попадић - панорама

## Демографија
У насељу Попадић живи 645 пунолетних становника, а просечна старост становништва износи 42,5 година (41,9 код мушкараца и 43,1 код жена). У насељу има 230 домаћинстава, а просечан број чланова по домаћинству је 3,36.
Ово насеље је великим делом насељено Србима (према попису из 2002. године).
|  |

| Демографија | Демографија | Демографија |
| Година      | Становника  | Становника  |
| ----------- | ----------- | ----------- |
| 1948.       | 1.029       |             |
| 1953.       | 1.025       |             |
| 1961.       | 905         |             |
| 1971.       | 831         |             |
| 1981.       | 863         |             |
| 1991.       | 714         | 700         |
| 2002.       | 773         | 781         |

| Етнички састав према попису из 2002.‍ | Етнички састав према попису из 2002.‍ | Етнички састав према попису из 2002.‍ | Етнички састав према попису из 2002.‍ | Етнички састав према попису из 2002.‍ |
| ------------------------------------ | ------------------------------------ | ------------------------------------ | ------------------------------------ | ------------------------------------ |
|                                      |                                      |                                      |                                      |                                      |
| Срби                                 | Срби                                 |                                      | 762                                  | 98,57%                               |
| Црногорци                            | Црногорци                            |                                      | 7                                    | 0,90%                                |
| непознато                            | непознато                            |                                      | 0                                    | 0,0%                                 |

| Година пописа     | 1948. | 1953. | 1961. | 1971. | 1981. | 1991. | 2002. |
| ----------------- | ----- | ----- | ----- | ----- | ----- | ----- | ----- |
| Број домаћинстава | 179   | 187   | 193   | 205   | 226   | 199   | 230   |

| Број чланова      | 1  | 2  | 3  | 4  | 5  | 6  | 7 | 8 | 9 | 10 и више | Просек |
| ----------------- | -- | -- | -- | -- | -- | -- | - | - | - | --------- | ------ |
| Број домаћинстава | 38 | 53 | 39 | 39 | 26 | 25 | 6 | 2 | 2 | 0         | 3,36   |

| Пол    | Укупно | Неожењен/Неудата | Ожењен/Удата | Удовац/Удовица | Разведен/Разведена | Непознато |
| ------ | ------ | ---------------- | ------------ | -------------- | ------------------ | --------- |
| Мушки  | 331    | 85               | 219          | 19             | 5                  | 3         |
| Женски | 333    | 47               | 214          | 60             | 12                 | 0         |
| УКУПНО | 664    | 132              | 433          | 79             | 17                 | 3         |

| Пол    | Укупно                    | Пољопривреда, лов и шумарство | Рибарство                            | Вађење руде и камена | Прерађивачка индустрија       |
| ------ | ------------------------- | ----------------------------- | ------------------------------------ | -------------------- | ----------------------------- |
| Мушки  | 219                       | 137                           | 0                                    | 0                    | 18                            |
| Женски | 124                       | 80                            | 0                                    | 0                    | 9                             |
| УКУПНО | 343                       | 217                           | 0                                    | 0                    | 27                            |
| Пол    | Производња и снабдевање   | Грађевинарство                | Трговина                             | Хотели и ресторани   | Саобраћај, складиштење и везе |
| Мушки  | 4                         | 21                            | 8                                    | 8                    | 11                            |
| Женски | 1                         | 1                             | 6                                    | 7                    | 7                             |
| УКУПНО | 5                         | 22                            | 14                                   | 15                   | 18                            |
| Пол    | Финансијско посредовање   | Некретнине                    | Државна управа и одбрана             | Образовање           | Здравствени и социјални рад   |
| Мушки  | 0                         | 0                             | 3                                    | 0                    | 1                             |
| Женски | 0                         | 2                             | 0                                    | 5                    | 2                             |
| УКУПНО | 0                         | 2                             | 3                                    | 5                    | 3                             |
| Пол    | Остале услужне активности | Приватна домаћинства          | Екстериторијалне организације и тела | Непознато            | Непознато                     |
| Мушки  | 1                         | 0                             | 0                                    | 7                    | 7                             |
| Женски | 2                         | 0                             | 0                                    | 2                    | 2                             |
| УКУПНО | 3                         | 0                             | 0                                    | 9                    | 9                             |